# Carmen: A Hip Hopera
Carmen: A Hip Hopera è un film musicale hip-hop del 2001 diretto da Robert Townsend.

## Trama
Il cast del film, di genere hip hop, è composto in gran parte da rapper e gangster che ripercorrono la storia della gitana ballerina spagnola: Carmen, interpretata da Beyoncé Knowles.

## Mtv's Hip Hopera: CARMEN (Original Television Soundtrack)
La colonna sonora del progetto è stata rilasciata il 12 giugno 2001.

### Tracce
Testi di Sekani Williams e Kip Collins eccetto dove indicato.
1. Da Brat – The Introduction – 1:02
2. Destiny's Child – Survivor (feat. Da Brat) (Extended Remix) – 4:24 (testo: Beyonce Knowles, Anthony Dent, Mathew Knowles)
3. Royce da 5′9″ – Boom – 3:53 (testo: Ryan Daniel Montgomery, Christopher Martin)
4. Rah Digga – What We Gonna Do – 3:51 (testo: Rashia Fisher, Trevor Smith Jr., Dorsey Wesley)
5. Beyoncé, Mos Def & Sam Sarpong – If Looks Could Kill (You Would Be Dead) – 2:05 (testo: Williams)
6. Beyoncé, Wyclef Jean & Rah Digga – Cards Never Lie – 2:42
7. Beyoncé & Mekhi Phifer – The Last Great Seduction – 2:22
8. Casey Lee, Rah Digga & Joy Bryant – :B.L.A.Z.E. – 2:25
9. Mos Def & Mekhi Phifer – Black & Blue – 1:50 (testo: Kip Collins)
10. Beyoncé & Mekhi Phifer – Stop That! – 1:58 (testo: Kip Collins)
11. Casey Lee – Blaze (Finale) – 2:41
12. Da Brat – Immortal Beloved (Outro) – 1:15
13. Destiny's Child – Bootylicious (feat. Missy Elliott) (Rockwilder Remix) – 4:12 (testo: Melissa Elliott, Beyoncé Knowles, Falonte Moore, Rob Fusari)